# 霍赫貝格的路易絲·卡羅琳

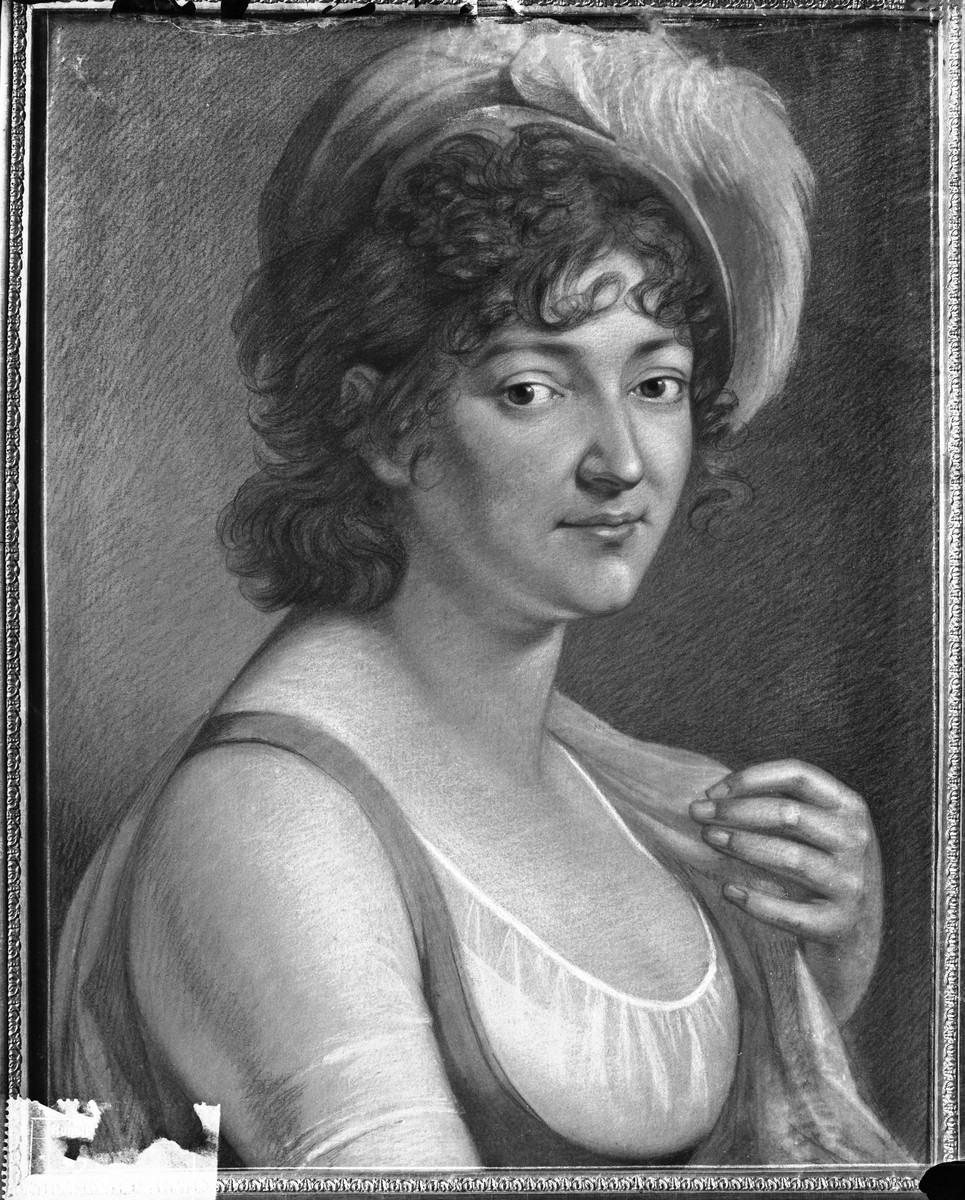
霍赫貝格的路易絲·卡羅琳

霍赫貝格的路易絲·卡羅琳（德語：Luise Karoline von Hochberg，1768年5月26日—1820年6月23日），德國貴族，巴登大公卡爾·腓特烈的第二任妻子。
路易絲·卡羅琳與卡爾·腓特烈於1767年結婚。由於是貴庶通婚，兩人的子女原本不具有巴登大公的繼承權。1796年，路易絲·卡羅琳獲神聖羅馬皇帝法蘭茲二世給予「霍赫貝格女伯爵」（Freifrau von Hochberg）的頭銜。

## 子女
1. 利奧波德（1790年—1852年）
2. 威廉王子（1792年—1859年）
3. 阿瑪莉埃（1795年—1869年）
4. 馬克西米利安（1796年—1882年）